# Bongandanga
Bongandanga è un centro abitato della Repubblica Democratica del Congo, situato nella Provincia di Mongala.